# Chiềng Sại
Chiềng Sại là một xã thuộc huyện Bắc Yên, tỉnh Sơn La, Việt Nam.
Xã Chiềng Sại có diện tích 77,17 km², dân số năm 1999 là 2517 người, mật độ dân số đạt 33 người/km².